# La Fontaine de Bakhtchissaraï (ballet)
Pour les articles homonymes, voir La Fontaine de Bakhtchissaraï.
La Fontaine de Bakhtchissaraï (en russe : Бахчисарайский фонтан) est un ballet russe de 1934 en deux actes sur une musique composée par Boris Assafiev, d'après le poème éponyme de Pouchkine. La chorégraphie fut créée par Rostislav Zakharov et le livret écrit par Nikolaï Volkov.
La première eut lieu au théâtre Kirov à Léningrad (aujourd'hui Saint-Pétersbourg). Il est désormais au répertoire de plusieurs théâtres en Russie, dont le Mariinsky, le théâtre d'opéra et de ballet de Saratov, ou le théâtre d'opéra et de ballet de Bachkirie à Oufa, etc.
Bakhtchissaraï est une petite ville de Crimée, près de Yalta et la célèbre fontaine se nomme La Fontaine des larmes.

## Argument
Le khan tatar, du nom de Khan Giray ou Guireï, habite au palais de Bakhtchissaraï : on le voit évoluer dans son palais parmi ses gens qui organisent pour lui un spectacle, mais le khan semble ailleurs et ennuyé. Il contemple l'eau qui s'échappe d'une fontaine.
La deuxième scène montre le château en Pologne d'une noble jeune fille, Maria. Elle est fiancée à un jeune aristocrate polonais et l'on y donne un bal. C'est alors que surviennent les Tatars qui attaquent le château. Le fiancé de Maria est tué par Khan Giray (ou Guireï) et ses soldats enlèvent toutes les femmes du château pour le harem de leur maître. Le khan la remarque, lorsqu'il déchire le voile qui cache son visage. Il est fasciné par sa beauté.
La troisième scène se passe de nouveau dans le palais de Bachtchisaraï où les guerriers sont de retour. Zarema, la concubine principale du harem du khan, est heureuse de retrouver son maître, mais celui-ci n'a d'yeux que pour Maria. Celle-ci est conduite dans les pièces du harem qui lui sont réservées, elle est effrayée et repousse les avances du khan. Il finit par la laisser dans sa chambre, oubliant son turban.
Zarema tente d'attirer son attention en dansant pour lui, mais il la repousse et elle s'évanouit de désespoir. Elle va retrouver alors Maria dans la nuit et lui propose de l'aider à s'évader. C'est alors qu'elle aperçoit le turban du khan et se persuade donc que Maria et le khan sont amants. Elle tire un poignard pour tuer Maria, mais celle-ci lui dit préférer la mort plutôt que de revoir le khan.
Le khan qui a été averti de la dispute des femmes par un eunuque du harem fait irruption dans la chambre de Maria. Zarema pense qu'il vient passer la nuit avec sa rivale et elle poignarde aussitôt Maria. Le khan veut la tuer, et elle lui offre sa poitrine en se jetant à ses pieds. Finalement, il dit à ses gardes de se saisir d'elle pour l'exécuter eux-mêmes.
La dernière scène montre le khan en train de regarder avec mélancolie la fontaine qu'il a fait construire en mémoire de Maria.

## La première
La première a eu lieu le 28 septembre 1934 avec dans les rôles principaux, Maria – Galina Oulanova, Zarema – Olga Iordan, le Khan Girey – Mikhaïl Doudko et Vaslav – Constantin Sergueïev.

## Sources
- Film DVD Les Maîtres du ballet russe, d'après un documentaire soviétique filmé en 1953